# 李南哥
李南哥，元朝末年、明朝初年土族官员，西宁人。
李南哥世居今青海民和县上川口，元朝末年担任西宁州同知。明太祖洪武四年（1371年），归附明朝，明太祖任命他为忠显校尉，安抚西番八族，经略河湟。西宁州改西宁卫，李南哥以功进升为西宁卫指挥佥事，后来又升为指挥使。明成祖永乐六年（1408年），因老病去职，其子李英袭位。明宣宗宣德年间，病故。一说他永乐五年（1407）时已经病故。